# Cofradía del Santísimo Sacramento de Pamplona
La Cofradía del Santísimo Sacramento de Pamplona es una asociación de fieles católicos fundada en Pamplona en 1317 por el obispo Arnaldo de Barbazan.que tiene como finalidad el ejercicio de la piedad eucarística y la asistencia a los necesitados.  

## Fundación y denominación de la Cofradía
Aunque no se conserva el documento fundacional, tradicionalmente desde hace siglos se ha afirmado que la cofradía De Corpore Christi fue fundada en 1317 por el obispo de Pamplona Arnaldo de Barbazán. La primera noticia documental que se tiene de la Cofradía es la donación de la llamada basílica de San Martín, que recibió en 1456; desde entonces la documentación es abundante pues se conservan las cuentas de la cofradía desde 1560, y en ellas no solo se da noticia de los ingresos y gastos sino también de las principales decisiones adoptadas por la diputación de la cofradía y los resultados de las visitas pastorales que, al menos desde 1575, realizaban los obispos de Pamplona. Además, desde 1806 se conservan las actas de los acuerdos adoptados. Toda esta documentación se encuentra actualmente en el Archivo Municipal de Pamplona, donde lo depositó la Cofradía en  2013.
El nombre original de la cofradía fue de Corpore Christi, es decir, utiliza el término latino y en ablativo. Hay que tener en cuenta que la solemnidad del Corpus había sido instituida en 1264 por Urbano IV, con la bula Transiturus de hoc mundo; no es extraño, por tanto, que se utilice el término latino que solo posteriormente sería castellanizado, por el Corpus Cristi. Posteriormente la cofradía pasó a denominarse simplemente del Corpus Christi, así se recoge en las constituciones de 1706; y  ya en castellano, del Santísimo Sacramento, en 1796, en un documento en que se recogen las obligaciones del prior. Actualmente, su denominación oficial es Cofradía del Santísimo Sacramento y San Martín de Tours.

## Las constituciones y gobierno de la cofradía
Las primeras constituciones de la cofradía se aprobaron el 13 de noviembre de 1701, hasta entonces, según se hace constar en el acta que recoge esta aprobación, la cofradía se había regido por los usos y costumbres seguidos desde tiempo inmemorial. En esa fecha se reunieron las personas que gobernaban la cofradía, y los que lo habían hecho años antes, para fijar por escrito esos usos, "deseando que de aquí en adelante dicha cofradía se conserve a perpetuo"
De acuerdo con esas constituciones la cofradía se gobierna por su Diputación, formada por el Prior y tres diputados. Asistidos por un secretario, cuentan además con el Capellán, cuyo nombramiento corresponde a esta diputación, y diez mayorales. Cada año el prior y los tres diputados nombran un nuevo diputado por tres años; Ese diputado ocupará el tercer lugar, pasando el siguiente año al segundo lugar, después al primer lugar, y, finalmente, el cuarto año pasará a ser el prior. Se procuraba que los priores fueran alternándose con vecinos de los barrios de las tres basílicas existentes en la Navarreria: San Martín, Santa Cecilia y San Tirso. Los diez mayorales, nombrados por la Diputación de la Cofradía, con vecinos de los distintos barrios, se encargaban de hacer las cuestaciones por los barrios de la ciudad; estas cuestaciones desaparecieron en 1846, por lo que en las constituciones redactadas en 1880, el número de mayorales se redujo a tres, que -además- fueron suprimidos, en la aprobación de aquellas constituciones por el Vicario General. Los diputados contaban también con el monitor, encargado de avisar a los diputados para las juntas, llevar las velas a los entierros y pasar el platillo de la postulación; además, tenían derecho a nombrar al demandadero de la parroquia de San Juan Bautista, en cuya feligresía estaba situada la basílica de San Martín.
Las constituciones fueron revisadas en 1880, pero tal como hacen constar mantienen sustancialmente los anteriores, modificándose solo cuestiones menores, como la supresión de los mayorales que ya se ha indicado; incluyen también la unificación en una sola persona del monitor de la cofradía y del demandadero de la parroquia de San Juan Bautista. Se recogieron, sin embargo, algunas cuestiones de ceremonial que parecen tomadas de los usos del siglo XVI. Por ejemplo, las ocasiones en que los diputados debían de asistir a determinados actos vestidos de golilla, la cuestación que el día del Corpus hacía la cofradía en una mesa situada junto a un pilar de la parroquia de San Juan Bautista, y atendida por los diputados. Las constituciones incluían también algunas reglas aplicables a las casas hospicio de la cofradía.
En el año 1992 la junta de la Cofradía acordó recuperar el antiguo cargo de mayoral, aunque no con sus antiguas funciones que ya no eran necesarias, sino como miembros de pleno derecho de la junta. No se fijó un número determinado, y ese mismo año tomaron posesión seis mayorales, dos ellos mujeres; una de ellas, unos años después fue la primera diputada de la cofradía.

## Hermanos de la cofradía
Según consta en el sumario de indulgencias que ganan los hermanos, de fecha 30 de julio de 1581, todas las personas que tuvieran devoción a la eucaristía podían incorporarse a ella sin que, por otra parte, hubiesen de satisfacer una cuota determinada pues cada uno hacía el donativo que considerase adecuado. Por la relación de hermanos del año 1752, que se conserva, se sabe que ese año había 384 hermanos, hombres y mujeres. El año siguiente se incorporaron 20 más. Entre ellos había algunos nobles o de clase distinguida pues en esa relación sus nombres aparecen precedidos de don, pero otros no, por lo que se concluye que había de todos los estamentos. Entre las indulgencias lucradas por los hermanos destacan las ciento ochenta y nueve misas que se celebraban por sufragio de los hermanos en la capilla Barbazana de la catedral.

## Basílica de San Martín

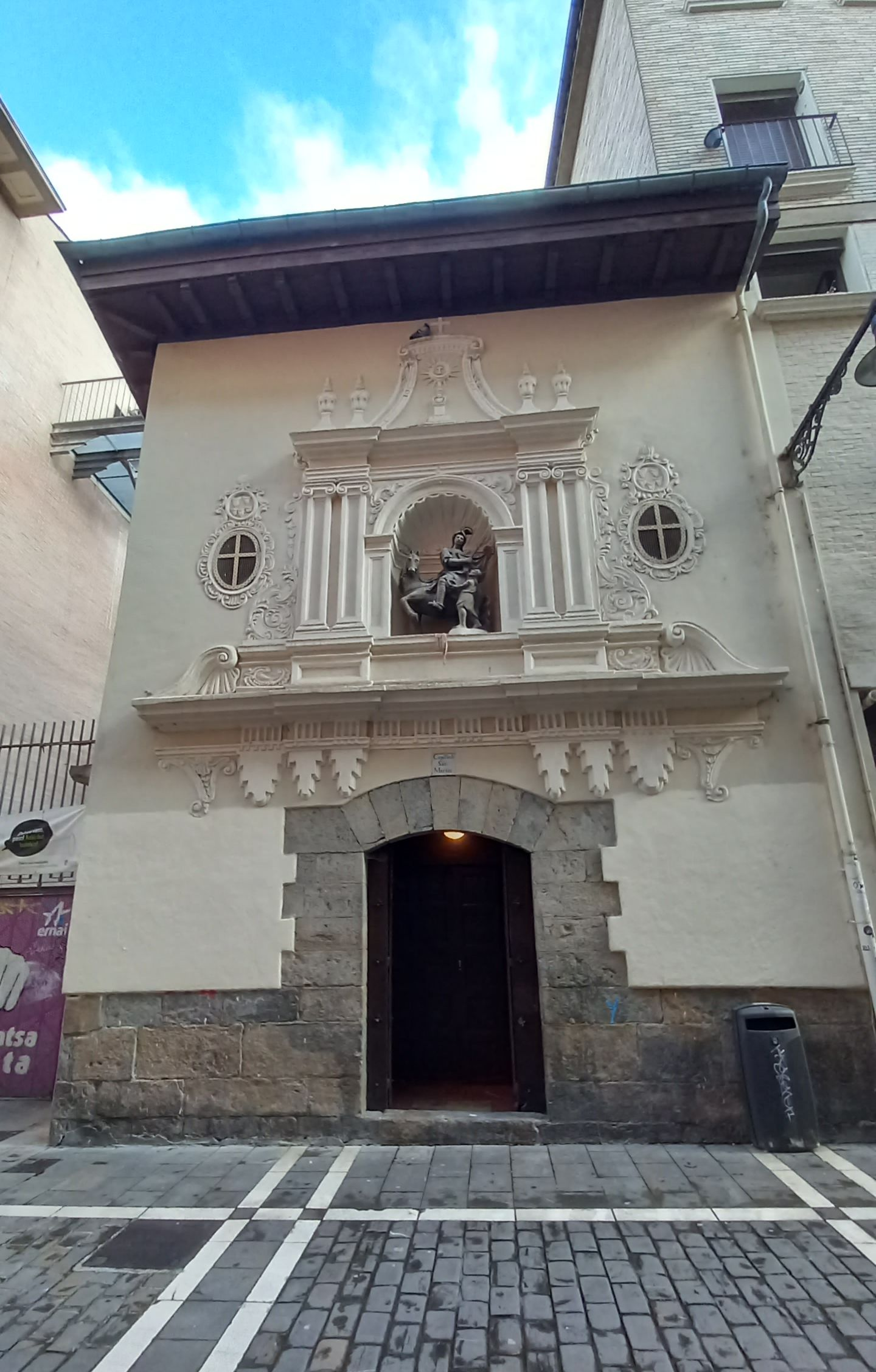
Fachada de la basílica de San Martín

La cofradía tiene actualmente su sede canónica en la Basílica de San Martin, en la Navarrería de Pamplona (en el número 13 de la calle Calderería), junto a los Cuarticos de San Martín, que ocupan el n. 15 de esa misma calle, donde tiene su sede social La basílica, junto con el hospicio anejo, fue donada a la antigua Cofradía de Corpore Christi,el 31 de diciembre de 1456, por el matrimonio formado por Martín García de Monreal y María Martín de Raja. Las construcciones donadas han sido reformadas a lo largo de los últimos siglos, pero las edificaciones actuales ocupan el mismo lugar que ocupaban las primitivas, en la Navarrería de Pamplona.
Según recoge el documento de donación, la capilla disponía de un retablo a modo de tríptico, con una imagen de San Martín como motivo central; entre la capilla y la calle había un espacio cubierto donde podrían acogerse algunas personas más, completando así la capacidad del hospicio anejo.  Por las cuentas de la Cofradía que se conservan, hay constancia de las obras de conservación y mejora de la edificación realizadas a lo largo del tiempo; por su entidad destacan: las que se hacen en 1571 tanto en la basílica como en el hospicio; en 1645 se reforma la estructura del tejado; y entre 1658 y 1719 hubo que reforzar un medianil y los cimientos de la basílica. Aunque no existe constancia documental, es probable que la actual construcción de la basílica corresponda una reforma de entidad realizada entre 1590 y 1621, un periodo del que no se dispone del libro de cuentas. En 1755 se reforma el frontis de la basílica, según un proyecto de Pedro de Aizpún que incluye una escultura de San Martín a caballo. Este frontis se conserva en la actualidad y caracteriza la presencia de la basílica en la calle Calderería.

## Las casas hospicio de la cofradía

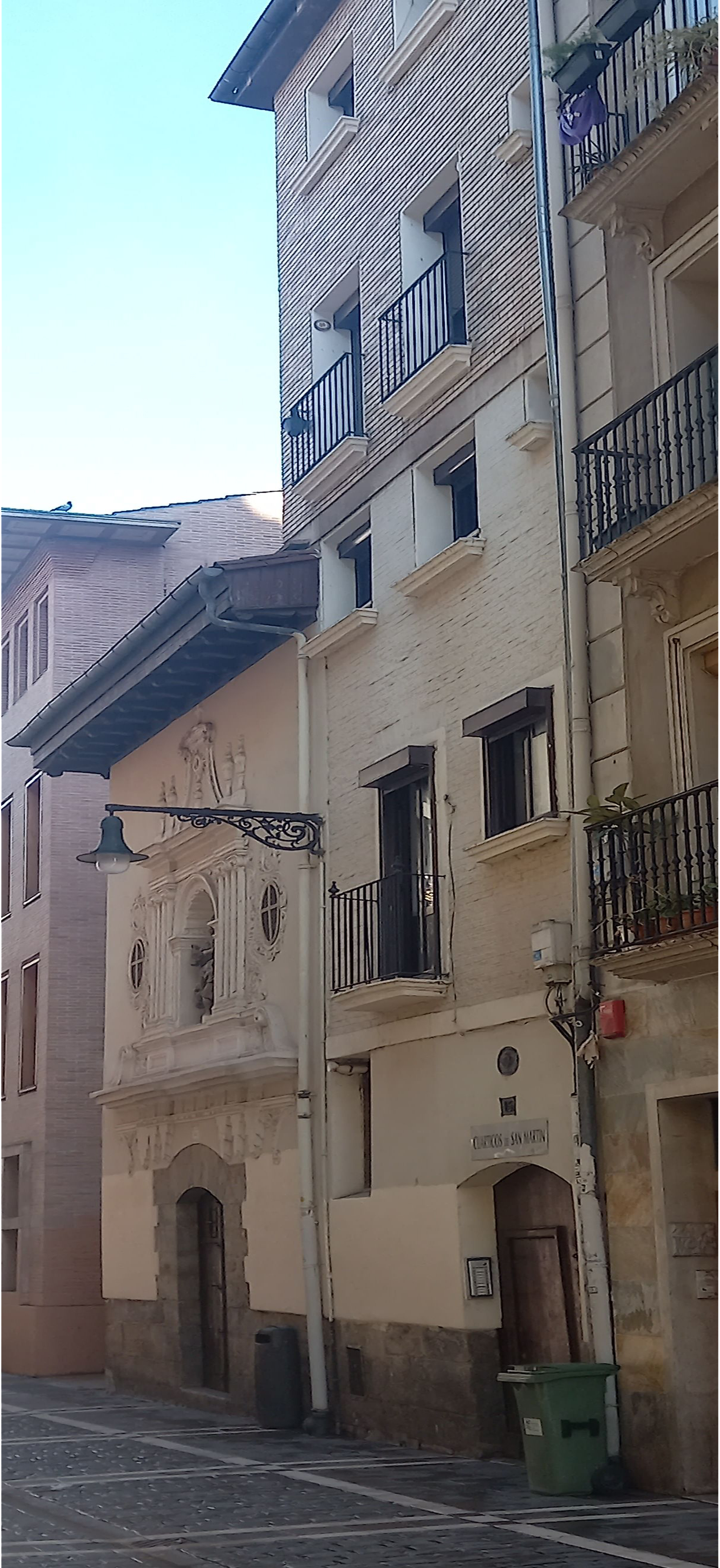
Los Cuarticos de San Martín, junto a la basílica

Desde su fundación la cofradía se dedica a la práctica del Amor, manifestado en la devoción eucarística y a las obras de misericordia en las que manifiesta la caridad con el prójimo. En cuanto a las obras de misericordia, se tiene constancia de que la cofradía mantuvo, al menos desde el siglo XVI y hasta 1725 tres hospicios: -hospitales es el nombre con el que se recogen en la documentación de la Cofradía-:  uno en el barrio extramuros de la Magdalena; otro en la calle Compañía; y otro, que aun se mantiene, en la calle Calderería. 

### Cuarticos de San Martín
La donación a la Cofradía del Santísimo Sacramento de la capilla de San Martín en 1645 llevaba consigo la del hospital anejo. El denominado hospital era lo que actualmente llamaríamos un hospicio donde dar albergue a personas necesitadas: En el documento que recoge esta donación se presta especial atención a los fines asistenciales que prestará la cofradía a través de este hospital. Al mismo tiempo, la elección de la Cofradía por parte de los donantes para recibir esos inmuebles permiten considerar que ya en ese momento la Cofradía ejercía esa labor asistencial, posiblemente en la casa del Santísimo, también conocida como de San Salvador, o de El Salvador, en la actual calle Compañía. En el momento de la donación el hospicio debía tener un tamaño reducido pues, disponía sólo de tres camas, aunque por la información que incluye el documento de donación parece que sería capaz de albergar a más personas.
Las cuentas y libros de actas de la Cofradía dan razón de diversas obras de mantenimiento de la casa de San Martín, que es como se refieren a la que popularmente se conoce como Cuarticos de San Martín. La casa fue reconstruida en 1743, con frecuentes obras de mantenimiento, algunas de ellas de más envergadura como las que se hicieron en 1946. Hasta 1967 la casa constaba solo de bajo más una planta alta y otra bajo cubierta, con la altura de cornisa coincidente con la de la basílica. En las obras que se hacen ese año, proyectadas por Miguel Gortari Beiner, se le añadieron dos alturas más. Terminadas las obras los cuarticos eran 32, distribuidos entre las tres plantas altas, con un único baño en cada planta; por otra parte la planta baja se ocupaba una sala de estar y otras dependencias de uso general de la residencia, la sacristía de la basílica y la sala de juntas de la Cofradía. En 1993 se reformaron en profundidad los cuarticos de San Martín, pues aquellos 32 cuarticos fueron sustituidos por 18 apartamentos, dotados cada uno de ellos con dormitorio, estar, aseo y cocina. El coste ascendió a sesenta y cinco millones de euros que fueron sufragados por Gobierno de Navarra y una ayuda del Ayuntamiento de Pamplona.
Tradicionalmente los hospicios de la Casa de San Martín y de la del Salvador, albergaron viudas pobres, así consta en un memorial de 1593 que recoge información sobre los diez hospitales existentes en Pamplona. En 1946 la junta de la Cofradía dicta unas normas para la admisión de nuevas asiladas: viudas de entre 60 y 70 años, de buena conducta y que no estuviesen enfermas; también podrían acogerse solteras en las mismas condiciones.

### Hospital de la Magdalena

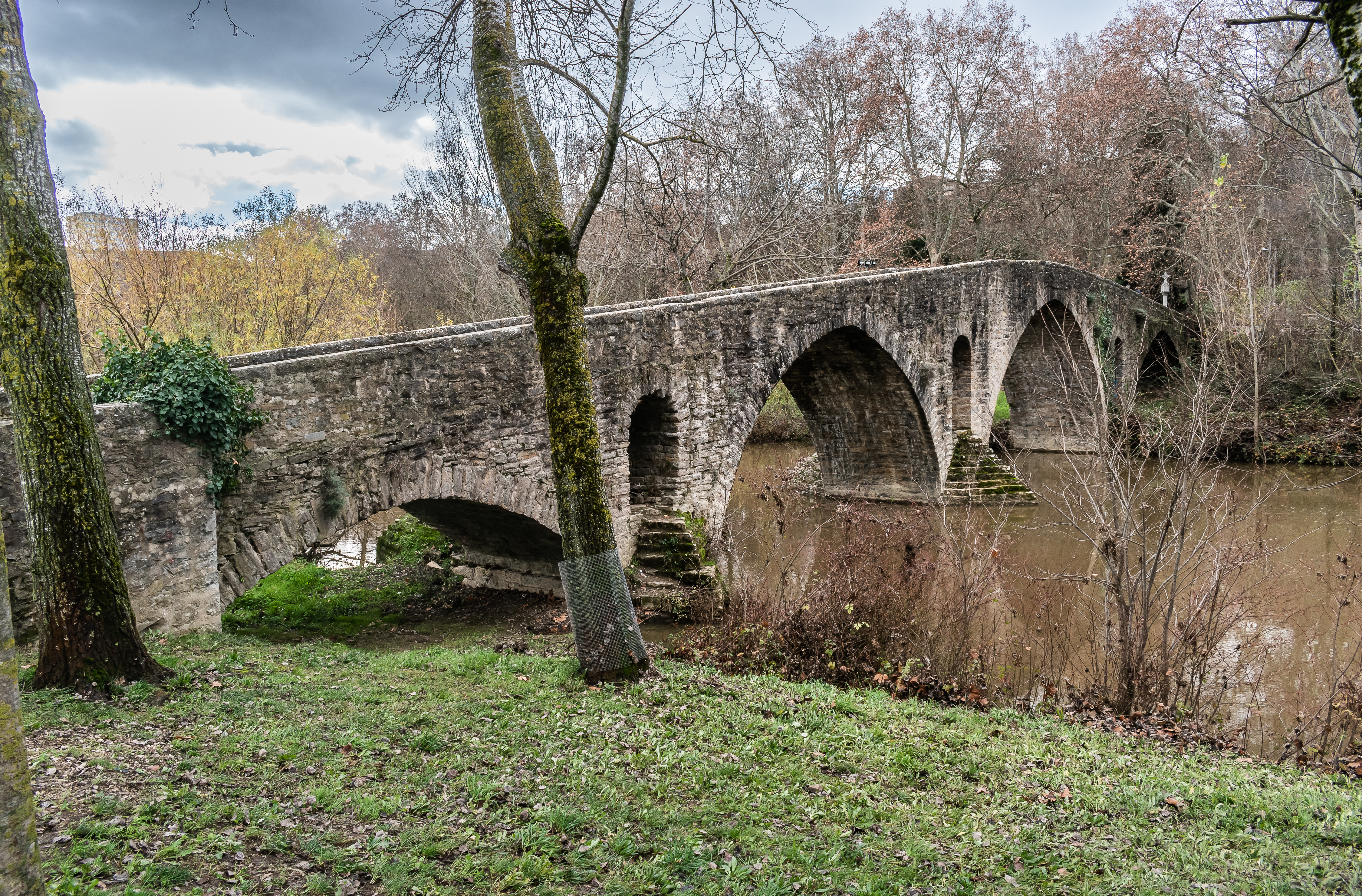
Puente de la Magdalena, sobre el Arga

El hospital de la Magdalena, situado en la margen izquierda del Arga, junto al puente de la Magdalena, en el barrio de extramuros de ese nombre, bajo del baluarte del Redín, se destinaba a atender a los peregrinos de Santiago; y a pobres vergonzantes. En algunos momentos se dudó de su necesidad, así un memorial sobre los hospicios existentes en Pamplona, redactado en 1593, considera que la necesidad de los peregrinos estaba resuelta en los hospitales de Burlada, Villava y otros lugares vecinos; de modo que eses hospital acababa recogiendo solo ladrones y bellacos.
En  todo caso, en 1695, atendiendo a su situación junto a las murallas de la ciudad y la ampliación de esas fortificaciones, el virrey Marqués de Valero, mando derruir el hospital pagando por él 400 ducados. Esa construcción venía siendo utilizada por los vecinos del barrio, además de alojar a un mayoral de la cofradía y acoger a algunos pobres. Por esto, tanto el barrio como la cofradía, acordaron destinar esa cantidad para comprar otra casa que sirviera para esos mismo fines. Así se hizo, y se compró una casa, en un lugar cercano, de la que se tomó posesión el 1 de enero de 1696. Pero esta solución no fue duradera pues, en 1725, la nuevas obras de fortificación ordenadas por Felipe V, exigieron el derribo de esa casa, de modo que a partir de ese año la cofradía solo contó con dos hospitales: los situados en la Casa de San Martín y en la del Sacramento.

### Hospital de San Salvador

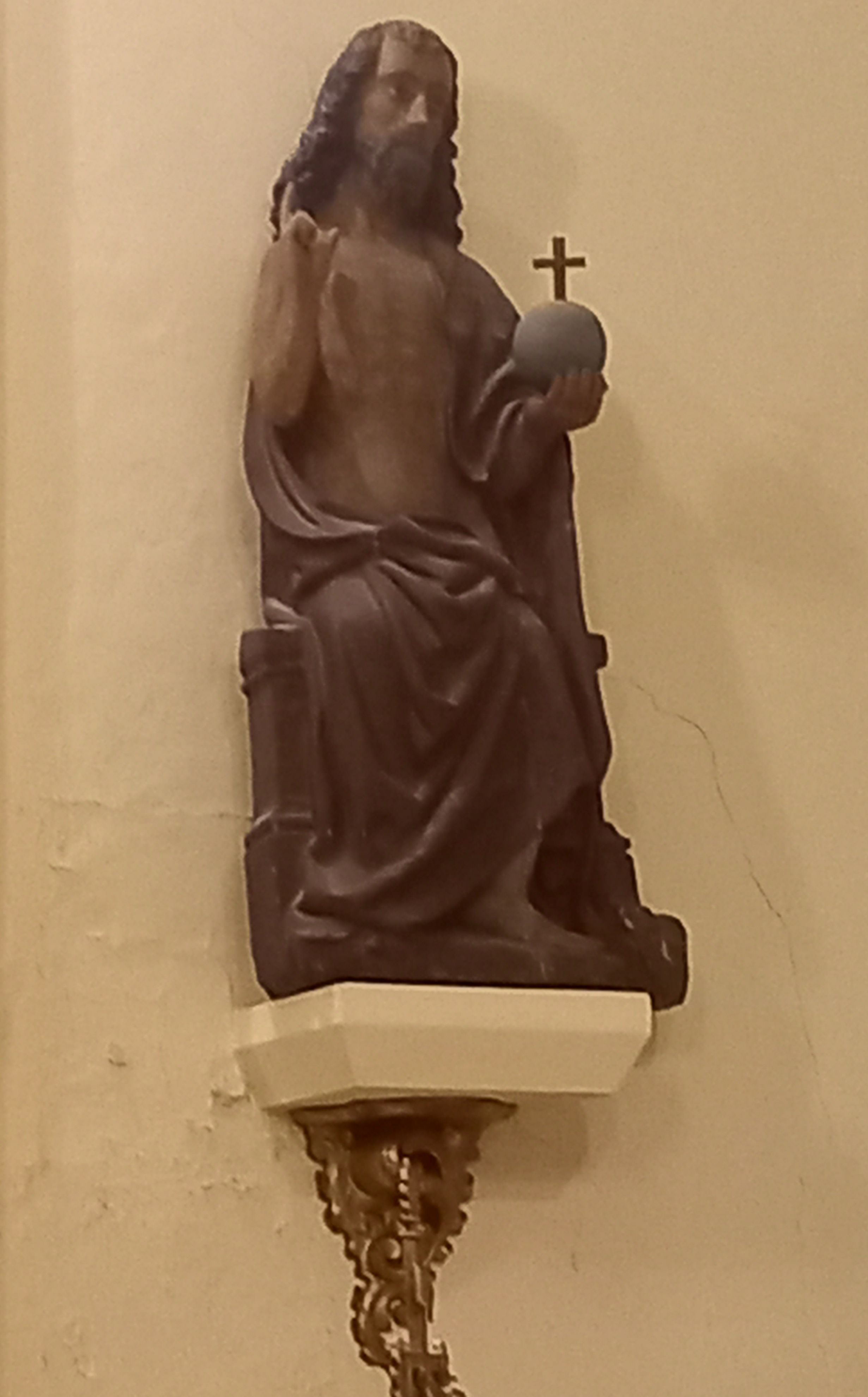
Imagen del Salvador que estuvo en el hospicio de la calla Compañía, y que ahora se venera en la basílica de San Martín.

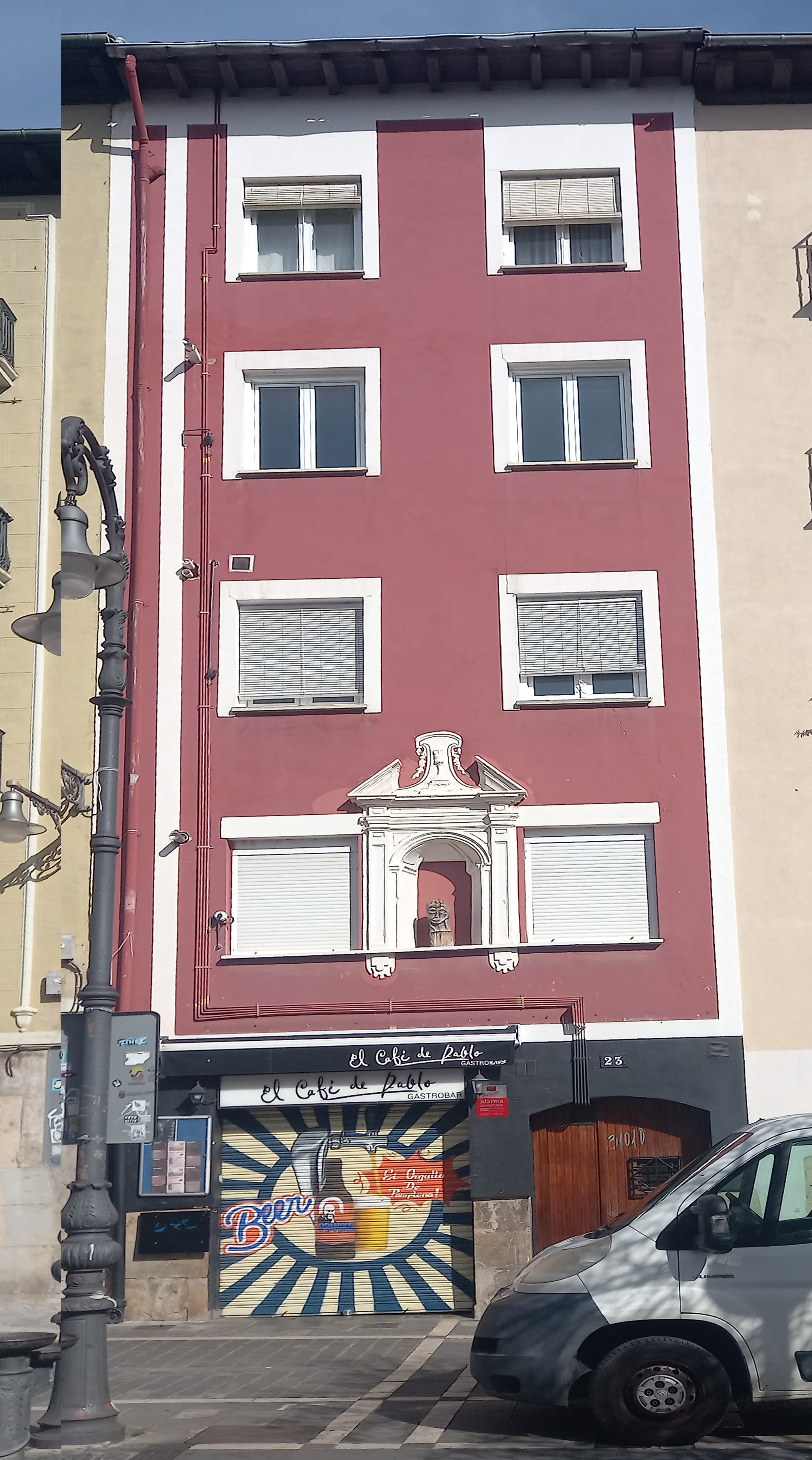
Fachada del edificio que se construyó en el solar del Hospital del San Salvador, sigue la composición del edificio original

Un tercer hospicio, denominado de Ssn Salvador ocupaba la Casa del Santísimo del Sacramento, en la calle que se llamó del Obispo o del Alférez y, actualmente, Compañía, en el actual n.º 23. La primera referencia documental se encuentra en el memorial de1593, que ya ha sido citado Se dedicaba -como los cuarticos de San Martín-. a albergar viudas. demás de sesenta años. Posiblemente fue el primer hospicio y sede de la confradía, anterior a la donación de la casa de San Martín del año 1456,
A pesar de los trabajos de mantenimiento de la construcción que se realizaron, de los que dan testimonio las cuentas de la cofradía que se conservan, en 1776 se vio necesario reedificar la construcción, pues los gastos de conservación eran abundantes sin llegar a resolver su mal estado. Las obras se extendieron hasta 1780, y los pagos no se concluyeron hasta 1782. En 1950 la cofradía decidió cubrir una solana existente en esta casa, para obtener dos cuartos más, pudiendo así alojar dos nuevas viudas; las obras quedaron concluidas el siguiente año.
Sin embargo, pocos años después, en 1968 fue necesario abandonar la casa, pues el estado de su construcción la hacía inhabitable. Se estudió el modo de resolver esta situación y, en 1973, de acordó estudiar una reforma total de la edificación, se encargó para ello el correspondiente proyecto arquitectónico, y se hicieron gestiones -sin éxito- para obtener ayudas oficiales. Ante esta situación se buscaron algunas ofertas de compra que no parecieron adecuadas; finalmente, en 1984 se acordó con una promotora la construcción de un edificio en ese solar de modo que los distintos locales y viviendas se pudiesen vender a particulares. De este modo, la antigua casa del Santísimo fue derribada; la nueva edificación mantuvo la composición de la fachada de la casa de 1776, incluso la hornacina en que se situaba la imagen del Salvador que, a partir de ese momento, pasó a vernerarse en la basílica de San Martín, situándola en su presbiterio.

## Devoción eucarística
Desde que se inició en Pamplona la procesión del Corpus Christi, la Cofradía incluyó entre sus actos, acompañar a la Custodia en su recorrido procesional, acompañándola con vestidos de golilla; antiguamente lo hacía llevando hachas de cera con los emblemas de la cofradía y con las varas, símbolo de su dignidad, y procurando situarse lo más cerca posible del Santísimo Sacramento; un decreto de 1610 en que se indicaba el orden en que se situaban las corporaciones que participaban en la procesión, indica que la cofradía del Santísimo Sacramento irá delante la custodia. A este respecto no faltan las muestras del interés con que se defendía esa posición, alegando el protocolo ancestral, aunque no siempre lo consiguiese.
El día del Corpus la cofradía instalaba una mesa petitoria en la parroquia de San Juan Bautista, atendida por los diputados de la cofradía, durante las misas que se celebraban allí ese día.También ese día se daba una comida especial, con asistencia de los diputados de la cofradía, a las viudas acogidas en los dos hospitales; así se establecía en el capítulo 30 de las constituciones de la cofradía y así se hizo hasta bien entrado el siglo XVIII, pero, en una reunión de la junta de la cofradía celebrada en 1773, se consideró que esa práctica estaba dando lugar a algunos excesos, por el elevado número de cofrades que asistían; el bullicio que producía al prolongarse ya anochecido; por todo esto se acordó suprimir esa colación y en sustitución dar una limosna a cada una de las acogidas. Por respeto a lo establecido en las constituciones se pidió al Obispo que autorizase ese cambio.